# Geoff Huegill
Geoff Huegill, né le 4 mars 1979 à Gove, est un nageur australien, spécialiste de la nage papillon.

## Biographie
Il naît d'un père australien et d'une mère thaïlandaise.
Il a participé à deux Jeux olympiques d'été consécutifs (2000 et 2004). À Sydney, il est vice-champion olympique avec l'équipe australienne de relais 4 × 100 m 4 nages et, individuellement, il est médaillé de bronze de l'épreuve du 100 m papillon. Dans cette même discipline, il se classe seulement 8e en 2004.
Par un communiqué du 22 février 2007, la Fédération australienne de natation annonce l'arrêt de la compétition de Geoff Huegill.

## Palmarès

### Jeux olympiques
- Jeux olympiques d'été de 2000 à Sydney (Australie) :
  -  médaille d'argent du relais 4 × 100 m 4 nages (3 min 35 s 27) (Matt Welsh~Regan Harrison~Geoff Huegill~Michael Klim)
  -  médaille de bronze du 100 m papillon (52 s 22)

### Championnats du monde
Grand bassin
- Championnats du monde 1998 à Perth (Australie) :
  -  médaille de bronze du 100 m papillon (52 s 90)
- Championnats du monde 2001 à Fukuoka (Japon) :
  -  médaille d'or du 50 m papillon (23 s 50)
  -  médaille d'or du relais 4 × 100 m 4 nages  (3 min 35 s 35) (Matt Welsh~Regan Harrison~Geoff Huegill~Ian Thorpe)
  -  médaille de bronze du 100 m papillon (52 s 36)
- Championnats du monde 2011 à Shanghai (Chine) :
  -  médaille d'argent du relais 4 × 100 m 4 nages (3 min 32 s 26)
  -  Médaille de bronze du 50 m papillon (23 s 35)

Petit bassin
- Championnats du monde 1997 à Göteborg (Suède) :
  -  médaille d'or du relais 4 × 100 m 4 nages  (3 min 30 s 66) (Adrian Radley~Phil Rogers~Geoff Huegill~Michael Klim)
  -  médaille d'argent du 100 m papillon (51 s 99)
- Championnats du monde 2002 à Moscou (Russie) :
  -  médaille d'or du 50 m papillon (22 s 89)
  -  médaille d'or du 100 m papillon (50 s 95)
  -  médaille d'argent du relais 4 × 100 m 4 nages (3 min 29 s 35) (Geoff Huegill~Jim Piper~Adam Pine~Ashley Callus)

### Championnats pan-pacifiques
- Championnats pan-pacifiques 1999 à Sydney (Australie) :
  -  médaille d'argent du 100 m papillon (52 s 51)
- Championnats pan-pacifiques 2002 à Yokohama (Japon) :
  -  médaille d'argent du 100 m papillon (52 s 48)
  -  médaille d'argent du relais 4 × 100 m nage libre  (3 min 34 s 84) (Matt Welsh~Jim Piper~Geoff Huegill~Ian Thorpe)

## Records

### Record du monde du 50 m papillon
- 23 s 60, le 14 mai 2000 à Sydney
- 23 s 44, le 27 juillet 2001 à Fukuoka